# Euphorbia graniticola
Euphorbia graniticola es una especie fanerógama perteneciente a la familia de las euforbiáceas. Es endémica de Mozambique.

## Descripción
Es una  planta arbustiva suculenta espinosa o árbol que alcanza un  tamaño de ± 2 m de altura (muy raramente 2,75), casi sin tallo o con un tronco robusto, cilíndrico ± 12 cm de diámetro (muy rara vez con uno o más troncos)  la difusión de las ramas es ascendente, raramente ramificada.

## Ecología
Se encuentra en las laderas de granito, especie dominante en una asociación de plantas suculentas y especies de Vellozia,  crecen como macizos de césped en los parches de suelos poco profundos, ± 600 m alt.
Esta hermosa especie, rara vez se encuentran en el cultivo pero no es difícil. De lento crecimiento.
Cercana a Euphorbia memoralis, Euphorbia keithii, Euphorbia mlanjeana y Euphorbia decliviticola.

## Taxonomía
Euphorbia geroldii fue descrita por Leslie Charles Leach y publicado en Kirkia 4: 18. 1964.